# George Joseph
George Joseph (5 de junio de 1887 - 5 de marzo de 1938) fue un abogado y activista por la independencia de la India. Uno de los primeros y más destacados cristianos sirios de Kerala en unirse a la lucha por la libertad, la vida laboral de Joseph en Madurai y es recordado por su papel en la agitación del Home Rule y Vaikom Satyagraha y por su dirección editorial de The Independent de Motilal Nehru. Young India de Mahtama Gandhi.

## Primeros años y educación
George Joseph nació como el hijo mayor de CI Joseph en Chengannur, una ciudad en el estado de Travancore y ahora parte del estado indio de Kerala. Su hermano menor, Pothan Joseph, se convirtió en un famoso periodista y editor de varios periódicos. George estudió en Madras Christian College e hizo una maestría en Filosofía en la Universidad de Edimburgo antes de estudiar derecho en Middle Temple, Londres en 1908. Durante su estadía en Londres, entró en contacto con muchos luchadores por la libertad indios prominentes.allá. Habiendo completado sus estudios, regresó a la India en enero de 1909.

## Papel en la lucha por la libertad
A su regreso de Londres, Joseph estableció inicialmente su práctica en Madrás antes de trasladarse a Madurai. Albergó en su casa en Madurai a varios líderes de la lucha por la libertad, incluidos Gandhi, C. Rajagopalachari, Srinivasa Iyengar y K. Kamaraj durante sus visitas allí. Subramania Bharati compuso Viduthalai, una canción patriótica muy conocida mientras se hospedaba en la residencia de Joseph.

### Movimientos autónomos y de no cooperación
En 1917, a la edad de 29 años, Annie Besant invitó a Joseph a ir a Inglaterra junto con ella, Syed Hussain y B. V. Narasimhan para hablar allí sobre la autonomía. Sin embargo, los británicos frustraron esta oferta y los arrestaron cuando el barco que Besant había fletado llegó a Gibraltar. Posteriormente, los deportaron de regreso a la India. Cuando P. Varadarajulu Naidu fue arrestado por dar un discurso en el Victoria Edward Hall, George Joseph ayudó a C. Rajagopalachari, quien apareció por Naidu en el caso. Joseph fue el líder de Rowlatt Satyagraha en Madurai, organizando reuniones, ayunos y hartales durante el satyagraha y durante el Movimiento de No Cooperación, renunció a su lucrativa práctica legal y se unió al movimiento.

### Sindicalista y editor
Joseph jugó un papel importante en la creación del movimiento sindical en Madurai para organizar a los trabajadores de las fábricas textiles allí. Las luchas iniciales del sindicato dieron como resultado salarios más altos y horas de trabajo reducidas para los trabajadores de la planta, pero pronto los propietarios de la planta y el gobierno se unieron para provocar el colapso del sindicato. Joseph editó el periódico The Independent de Allahabad durante 1920-21 hasta su arresto por cargos de sedición y el posterior cierre del periódico. También sucedió a Rajagopalachari en la dirección editorial de Young India de Gandhi en 1923.

### Vaikom Satyagraha
Joseph era un entusiasta participante en el Vaikom Satyagraha que buscaba lograr el derecho a la entrada al templo para los dalit en Travancore. Según C. F. Andrews, Joseph ideó el plan para una agitación no violenta cuando visitó a Gandhi, que estaba convaleciente en Bombay. Joseph y otros congresistas llevaron a los dalits a caminar por el barrio brahmán de la ciudad donde fueron recibidos con violencia. La policía arrestó de inmediato a Joseph y sus cómplices, quienes fueron condenados a diversas penas de prisión. José vio la lucha en Vaikom un problema de derechos civiles para todos los ciudadanos indios, pero esto contrastaba con las opiniones de la mayoría de los congresistas que lo veían como un problema puramente entre los hindúes de casta alta y baja y que debían resolver los propios hindúes. El propio Gandhi no alentó la participación de Joseph en el satyagraha. Desilusionado por la falta de apoyo de Gandhi y la actitud del Partido del Congreso, Joseph dejó el Partido del Congreso para unirse al Partido de la Justicia. Sin embargo, se reincorporó al Congreso en 1935.

### Rosapoo Durai
Joseph dirigió a los congresistas de Madurai en la agitación contra la Comisión Simon. En esto, K Kamaraj lo apoyó y el dúo movilizó a miles de voluntarios en el Tirumalai Nayak Mahal para manifestarse contra la Comisión cuando visitó Madurai en 1929. Más tarde, cuando Kamaraj estuvo implicado en el caso de la conspiración de Virudhunagar en 1933, Joseph y Varadarajulu Naidu argumentó en su nombre y logró exonerarlo de todos los cargos. También agitó contra la Ley de Tribus Criminales (CTA), una ley que criminalizaba y afectaba negativamente a comunidades como los Piramalai kallar y Maravars. Luchó por ellos en los tribunales y escribió extensamente en los periódicos contra el acto y llegó a ser llamado Rosapoo Durai por los agradecidos Kallars que continúan rindiéndole homenaje en el aniversario de su muerte.

## Carrera parlamentaria
En 1929, Joseph participó en las elecciones municipales de Madurai con la candidatura del Congreso, pero perdió. En julio de 1937, fue elegido miembro de la Asamblea Legislativa Central del distrito electoral de Madura-cum-Ramnad-Tirunelveli.

## Muerte y conmemoración
Después de un período prolongado de enfermedad, Joseph murió en el American Mission Hospital en Madurai el 5 de marzo de 1938. Tenía 50 años. Está enterrado en el cementerio East Gate en Madurai. George Joseph: The Life and Times of a Christian Nationalist es la biografía de su nieto George Gheverghese Joseph.

## Otras lecturas
- Joseph, George Gheverghese (2003). On life and times of George Joseph, 1887–1938, a Syrian Christian nationalist from Kerala. Orient Longman. p. 18. ISBN 978-81-250-2495-8.